# كم ميونغ وون
كيم ميونغ وون (بالإنجليزية: Kim Myong-Won) (مواليد 15 يوليو 1983 في بيونيانغ) لاعب كرة قدم كوري شمالي يلعب حاليا لصالح نادي أمروكغانغ الكوري الشمالي .

## روابط خارجية
- كم ميونغ وون على موقع الاتحاد الدولي (مؤرشف)  (الإنجليزية)
- كم ميونغ وون على موقع قاعدة بيانات كرة القدم.إي يو (الإنجليزية)
- كم ميونغ وون على موقع ناشيونال فوتبول تيمز (الإنجليزية)
- كم ميونغ وون على موقع Soccerbase.com (لاعب) (الإنجليزية)
- كم ميونغ وون على موقع Soccerway.com (الإنجليزية)